# کوموو
کوموو (انگلیسی: Kumovo) یک شهرک در شهرستان یانائولسکی استان باشقیرستان کشور روسیه است.